# Article 16 de la Constitution belge
Pour les articles homonymes, voir Article 16 de la Constitution.
L'article 16 de la Constitution de la Belgique fait partie du titre II Des Belges et de leurs droits. Il garantit la protection de la propriété privée.
Il date du 7 février 1831 et était à l'origine — sous l'ancienne numérotation — l'article 11. Il n'a jamais été révisé.

## Texte de l'article actuel
« Nul ne peut être privé de sa propriété que pour cause d'utilité publique, dans les cas et de la manière établis par la loi, et moyennant une juste et préalable indemnité. ».

## Jurisprudence
Bien qu'inspiré de la déclaration des droits de l'homme de 1789, cet article suscite plusieurs interprétations sur ce droit fondamental,,.